# Sidney Frank Waterson
Sidney Frank Waterson (1896‑1976) est un homme politique sud-africain, membre du Parti uni, député de la région sud de la péninsule du Cap (1929‑1938), de Claremont (1943‑1953) et de Constantia (1953‑1970), ministre du Commerce et de l'industrie (1941-1944) puis du développement économique (1944-1948), ministre des mines (1945-1948) et des transports (1948). 

## Biographie
Fils de l'architecte John Waterson, Sydney Waterson est né dans le Comté de Londres en Angleterre où il passe son enfance et son adolescence. 
Après avoir quitté l'école, il rejoint le régiment des Royal Sussex en 1915. Durant la Première Guerre mondiale, il participe aux combats à Salonique et en France. Il termine la guerre avec le grade de lieutenant à la 63e division de la royal navy. 
Après la guerre, il s'installe en Afrique du Sud au Cap où il travaille dans une société de marchands de vin, J. Sedgewick et Co. Ltd. Dix ans plus tard, il est administrateur de l'entreprise. 
En 1924, il épouse Hilda Maud (Betty) Markus, fille d'un ancien commissaire de police de l'État libre d'Orange, Major Markus et de son épouse Maud. 
En 1929, S.F. Waterson est élu député de la péninsule du Cap sous les couleurs du Parti sud-africain. Il est constamment réélu jusqu'à sa démission le 25 octobre 1938 pour devenir ministre plénipotentiaire d'Afrique du Sud à Paris (janvier à septembre 1939). 
En septembre 1939, il est nommé Haut-Commissaire d'Afrique du Sud, à Londres. Parallèlement, son épouse représente la Croix-Rouge sud-africaine à Londres et est présidente du South African Voluntary Service, dont l'objectif est notamment de prodiguer des soins et de satisfaire les besoins des sud-africains engagés servant dans les forces armées. 
En 1941, le premier ministre Jan Smuts rappela Waterson en Afrique du Sud pour le nommer ministre de Commerce et d'Industrie dans le Cabinet de guerre. En 1944, son ministère devient celui du développement économique et en 1945, il reprend le portefeuille des mines puis celui des transports en 1948.  
Après la défaite du parti Uni aux élections générales de 1948, Waterson est durant 20 ans le porte-parole de l'opposition sur les affaires financières. Il quitte le parlement le 21 avril 1970. Sa carrière parlementaire aura duré 40 ans.